# John Toll
John Toll (* 15. Juni 1952 in Cleveland, Ohio) ist ein US-amerikanischer mehrfach oscarprämierter Kameramann.

## Leben
John Toll hatte noch während seiner College-Zeit in Los Angeles Anfang der 70er Jahre seine Berufslaufbahn beim Dokumentarfilm begonnen. Später war er als Kameramann für den Werbefilm und das Fernsehen tätig, ehe er zum Kinofilm stieß und als einfacher Kameramann (camera operator) an zahlreichen Top-Produktionen, beginnend mit Martin Ritts Norma Rae, beteiligt war.  Weitere Filme in dieser Position waren unter anderem Scarface (1983), Der Falke und der Schneemann (1985) und Peggy Sue hat geheiratet (1983).
1991 war Toll erstmals bei The Forfeit Erster Kameramann bei einem Kinofilm. 1994 und 1995 folgten die Filme Legenden der Leidenschaft und Braveheart. Für beide Filme bekam John Toll den jährlichen Oscar für die Beste Kamera. Nach den Filmen Jack und Der Regenmacher drehte er 1998 unter Terrence Malick den Kriegsfilm Der schmale Grat. Dafür wurde er mit seiner dritten Oscarnominierung belohnt. Danach war er für die Kamera bei Almost Famous – Fast berühmt, Corellis Mandoline, Last Samurai, Elizabethtown und Seraphim Falls verantwortlich.
Von 2000 bis 2003 war Toll Mitglied des „Board of Governors“ der Academy of Motion Picture Arts and Sciences. Er ist seit 1998 mit der ebenfalls oscarprämierten Maskenbildnerin Lois Burwell verheiratet.

## Filmografie (Auswahl)
- 1992: Wind
- 1994: Legenden der Leidenschaft (Legends of the Fall)
- 1995: Braveheart
- 1996: Jack
- 1997: John Grisham's: Der Regenmacher (The Rainmaker)
- 1998: Der schmale Grat (The Thin Red Line)
- 1999: Simpatico
- 2000: Almost Famous – Fast berühmt (Almost Famous)
- 2001: Corellis Mandoline (Captain Corelli’s Mandolin)
- 2001: Vanilla Sky
- 2003: Last Samurai (The Last Samurai)
- 2005: Elizabethtown
- 2006: Seraphim Falls
- 2007: Gone Baby Gone – Kein Kinderspiel (Gone Baby Gone)
- 2007: Rise: Blood Hunter (Rise)
- 2008: Tropic Thunder
- 2008: Breaking Bad (Pilotfolge)
- 2009: Wenn Liebe so einfach wäre (It’s Complicated)
- 2011: Der Plan (The Adjustment Bureau)
- 2012: Das wundersame Leben des Timothy Green (The Odd Life of Timothy Green)
- 2012: Cloud Atlas
- 2013: Iron Man 3
- 2015: Jupiter Ascending
- 2015–2017: Sense8 (Fernsehserie, 23 Episoden)
- 2016: Die irre Heldentour des Billy Lynn (Billy Lynn’s Long Halftime Walk)
- 2019: Harriet – Der Weg in die Freiheit (Harriet)
- 2021: Matrix Resurrections (The Matrix Resurrections)

## Auszeichnungen
- Oscar
  - 1995: Beste Kamera (Legenden der Leidenschaft)
  - 1996: Beste Kamera (Braveheart)
  - 1999: Beste Kamera (Der schmale Grat) Nominierung

- American Society of Cinematographers
  - 1996: Beste Kamera (Braveheart)
  - 1999: Beste Kamera (Der schmale Grat)
  - 2016: Lifetime Achievement Award

- BAFTA-Award
  - 1995: Beste Kamera (Braveheart)

- Deutscher Filmpreis
  - 2013: Beste Kamera (Cloud Atlas)

- Satellite Award
  - 1998: Beste Kamera (Der schmale Grat)
  - 2016: Nikola Tesla Award